# برنشيمة

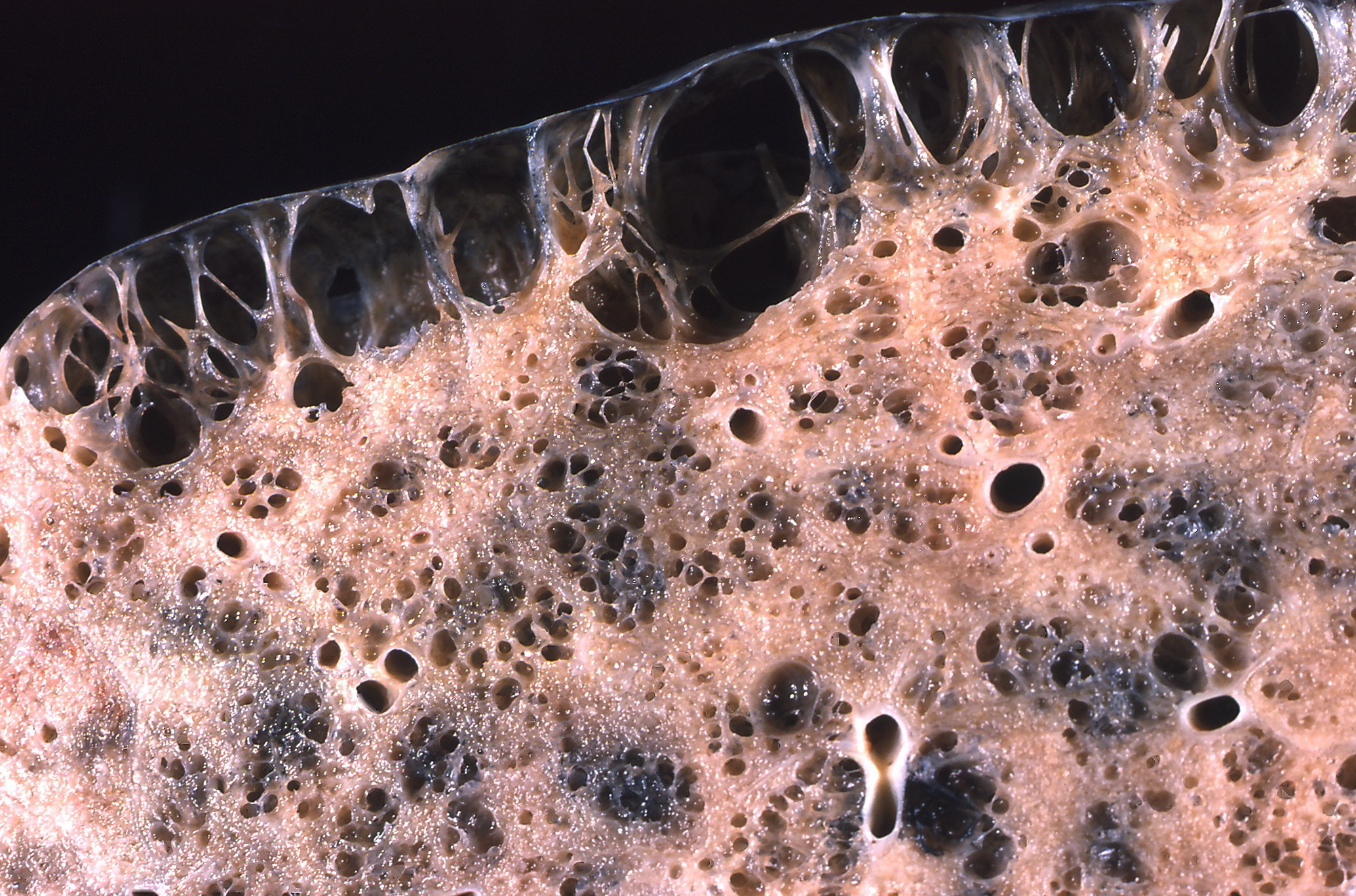
برنشيمة الرئة تظهر الضرر بسبب الفقاعات الكبيرة تحت الجنبة.

البرنشيمة أو البرنشيم أو النسيج الحشوي أو نسيج ِعمادي أو المتن هي الجزء الأكبر من المادة الوظيفية أو النسيج الوظيفي في عضو أو بنية أو هيكل حيواني مثل الورم، والذي يقوم بالوظيفة. يمكن مقارنة هذا المصطلح باللحمة والتي تشير إلى المادة الهيكلية أو النسيج الهيكلي للأعضاء، أي الأنسجة الضامة.
في علم الحيوان هو اسم النسيج الذي يملأ الجزء الداخلي من الديدان المسطحة.

## التركيب

### الدماغ
برنشيمة الدماغ تشير إلى النسيج الوظيفي في الدماغ الذي يتكون من نوعين من خلايا الدماغ، الخلايا العصبية والخلايا الدبقية. غالبًا ما يؤدي الضرر أو الصدمة التي تصيب برنشيمة الدماغ إلى فقدان القدرة المعرفية أو حتى الموت. يُعرف النزيف في البرنشيمة بالنزيف داخل النسيج البرنشيمي.

### الرئتين
برنشيمة الرئة هي مادة الرئة خارج الدورة الدموية التي تشارك في تبادل الغازات وتشمل الحويصلات الرئوية والقصيبات التنفسية،على الرغم من أن بعض المؤلفين يشملون الحويصلات الهوائية فقط.

### الكبد
برنشيمة الكبد هي النسيج الوظيفي للعضو الذي يشمل من حوالي 80٪ من حجم الكبد كخلايا الكبد. النوع الرئيسي الآخر من خلايا الكبد هي الخلايا غير البرنشيمية (غير المتنية). تشكل الخلايا غير البرنشيمية 40٪ من العدد الإجمالي لخلايا الكبد ولكن فقط 6.5٪ من حجمها.

### الكلى
تنقسم البرنشيمة الكلوية (للكلية) إلى هيكلين رئيسيين: القشرة الكلوية الخارجية واللب الكلوي الداخلي. بشكل عياني، تأخذ هذه الهياكل شكل 7 إلى 18 فص كلوي مخروطي الشكل، يحتوي كل منها على قشرة كلوية تحيط بجزء من اللب يسمى الهرم الكلوي.

### الأورام
برنشيمة الورم للورم الصلب، هي واحدة من جزأين متميزين في الورم الصلب. تتكون البرنشيمة من الخلايا الورمية. الحجرة الأخرى هي اللحمة الناجمة عن الخلايا الورمية، اللازمة لدعم التغذية وإزالة الفضلات. في العديد من أنواع الأورام، يتم فصل مجموعات الخلايا البرنشمية بواسطة صفيحة قاعدية قد تكون أحيانًا غير مكتملة.